# Bernardino Daniello
Bernardino Daniello (Lucca, XVI secolo – Padova, 1565) è stato un letterato italiano.
Tradusse le Georgiche e il IX libro dell'Eneide di Virgilio. Commentò inoltre il Canzoniere di Petrarca e la Divina Commedia dantesca. Scrisse (con ispirazione aristotelica) la Poetica volgare nel 1536, che inserì "ante litteram" molti elementi tipici del filone del poema epico, "inaugurato" da Torquato Tasso.